# Titrant

De titrant druppelt uit de buret

In de analytische scheikunde is het titrant of de titervloeistof de oplossing die zich bij een titratie in de buret bevindt.
Als titrant wordt doorgaans een oplossing gebruikt die voor chemici onder de verdunde oplossingen valt, maar voor de leek toch gevaarlijk kunnen zijn. Doorgaans is de concentratie zodanig dat per liter 0,1 mol reagens aanwezig is. Deze hoeveelheid kan, afhankelijk van de uit te voeren reactie ook lager zijn. Hoewel in voorschriften vaak aangegeven wordt dat een bepaalde concentratie titrant gebruikt moet worden kan hier in de praktijk vaak zonder verlies van nauwkeurigheid tot 10% van afgeweken worden (mits de juiste waarde van de concentratie in de berekening wordt opgenomen).

## Titerstelling
Veel stoffen die als titrant gebruikt worden zijn lastig zuiver te verkrijgen, of reageren makkelijk (met componenten uit de lucht of anderszins). Om deze reden wordt regelmatig de concentratie van de titrant vastgesteld met behulp van een wel makkelijk zuiver te verkrijgen stof, de oertiterstof. De bepaling waarin de concentratie van een titrant nauwkeurig bepaald wordt, noemt men titerstelling. In oudere teksten is hier dan sprake van sterktebepaling.

## Soorten titrant
In de chemie is maar een beperkt aantal basisreacties. Dat betekent dat met een beperkt aantal titranten een groot aantal componenten bepaald kan worden. Onderstaande lijst is niet uitputtend, maar beschrijft wel de meest gebruikte soorten.

## Zure titrant

### Zoutzuur
In zoutzuur is het H+-ion de actieve component. Doorgaans wordt voor deze titrant 0,1 mol/L zoutzuur gebruikt. Deze titrant wordt gesteld op natriumtetraboraat (borax). Zoutzuur in deze concentratie is bij kamertemperatuur nauwelijks vluchtig en reageert niet met componenten uit de lucht of licht. Bij hogere temperatuur speelt vluchtigheid wel een rol en kan beter zwavelzuur gebruikt worden.

### Zwavelzuur
In zwavelzuur is het H+-ion de actieve component. Als titrant wordt zwavelzuur vaak in een concentratie van 0,05 mol/L gebruikt. Door de tweewaardigheid van het zuur ontstaat uiteindelijk toch een oplossing waaruit 0,1 mol H +  per liter vrijkomt. Zwavelzuur wordt gesteld op natriumtetraboraat. In vergelijking met zoutzuur heeft zwavelzuur als titrant een aantal nadelen:
- het is lastiger goed te zuiveren
- ook verdunde oplossingen leiden (na indrogen) tot aantasting van kleding

Het voordeel van zwavelzuur boven zoutzuur is dat het ook bij hogere temperaturen niet vluchtig is.

## Basische titrant

### Natronloog
In natronloog is het OH−-ion de actieve component. Een 0,1 mol/L oplossing van NaOH wordt doorgaans als titrant gebruikt. De titerstelling wordt gedaan op oxaalzuurdihydraat of kaliumwaterstofftalaat als oertiterstof. De tweede stof heeft de voorkeur in verband met de hogere equivalentgewicht.
Natriumhydroxide als heeft als titrant twee grote voordelen: 
- het is heel goedkoop.
- het is in grote hoeveelheden makkelijk leverbaar.

Nadelen van de verbinding zijn:
- de vaste stof is zeer hygroscopisch. Recipiënten dienen zeer goed gesloten te worden, omdat reactie kan optreden met waterdamp uit de lucht. De concentratie van de titrant kan niet berekend worden uit de ingewogen massa. Bij het afwegen is zeker een hoeveelheid water meegewogen. De werkelijke gewogen NaOH is dus kleiner dan het getal dat de weegschaal aangaf.
- Door de hygroscopische eigenschappen trekt de vaste stof naast water ook koolstofdioxide aan. Het gevormde natriumcarbonaat is ten eerste zwaarder dan het natriumhydroxide waaruit het gevormd werd en ten tweede is het een zwakkere base dan natriumhydroxide. Beide factoren betekenen dat er een lagere concentratie NaOH aanwezig is dan op basis van het gewicht berekend wordt.
- Ook de bereide oplossing trekt koolstofdioxide aan onder vorming van soda.
- Deze laatste eigenschap is ook de reden dat de titerstelling van een langer bewaarde hoeveelheid natronloog regelmatig herhaald moet worden.

Bovengenoemde nadelen van natronloog als titrant wegen niet op tegen de voordelen.

### Kaliloog
In kaliloog is het OH−-ion de actieve component. In grote lijnen komt kaliloog overeen met natronloog. De stof wordt minder als titrant gebruikt omdat de grondstof, kaliumhydroxide (KOH), wat duurder is. Vooral in organische oplosmiddelen als alcohol wordt het toegepast. De titerstelling wordt op gelijke wijze uitgevoerd als bij natronloog.  Veel klassieke bepalingen met een basische titrant zijn beschreven met kaliloog als titrant, omdat van deze stof de zuiverheid makkelijker aan te tonen is.

## Oxiderende titrant
Een oxiderende titrant is in staat elektronen op te nemen. Hoewel een groot aantal stoffen daartoe in staat is en in het laboratorium gebruikt wordt, is het aantal dat als titrant toegepast wordt vrij klein.

### Kaliumpermanganaat
In kaliumpermanganaat is het permanganaat-ion (MnO4−) de actieve component. Vanwege de reactie
{\displaystyle \mathrm {MnO_{4}^{-}\ +\ 8\ H^{+}\ +\ 5\ e^{-}\ \longrightarrow \ Mn^{2+}\ +\ 4\ H_{2}O} }
wordt permenaganaat doorgaans in 0,02 mol/L gebruikt. Opnieuw geldt dat 0,1 mol (in dit geval) elektronen per liter opgenomen kan worden. Kaliumpermanganaat wordt gesteld op oxaalzuur(dihydraat) of geel bloedloogzout. Het gebruik van KMnO4 als titrant heeft een aantal nadelen:
- de oplossing moet zuur zijn om de benodigde waterstofionen voor de reactie te leveren.
- de titrant is lichtgevoelig, onder invloed van licht wordt permanganaat omgezet in mangaan(IV)oxide (MnO2).

De stof is relatief goedkoop maar de zuiverheid is zodanig dat altijd een titerstelling uitgevoerd moet worden. Door de omzetting naar mangaan(IV)oxide moet ook van een eerder gestelde oplossing bij hernieuwd gebruik opnieuw de concentratie nauwkeurig bepaald worden.

### Cerium(IV)sulfaat
In cerium(IV)sulfaat is het Ce4+ de actieve component. Deze titrant wordt als 0,1 mol/L gebruikt omdat er slechts één elektron per cerium-ion wordt opgenomen. Cerium(IV)sulfaat is dermate zuiver te verkrijgen en stabiel dat doorgaans de ingewogen massa gebruikt wordt om de concentratie van de titrant te berekenen. Hoewel de reactie geen H+ nodig heeft om te verlopen wordt de titrant toch in zwavelzuur milieu opgelost om neerslag van het slecht oplosbare Ce(OH)4 te voorkomen.

### Kaliumbromaat
In kaliumbromaat is het bromaat-ion (BrO3−) de actieve component. Meestal wordt deze titrant gebruikt in een zure omgeving in aanwezigheid van een overmaat kaliumbromide. De volgende reactie verloopt:
{\displaystyle \mathrm {BrO_{3}^{-}\ +\ 5\ Br^{-}\ +\ 6\ H^{+}\ \longrightarrow \ 3\ Br_{2}\ +\ 3\ H_{2}O} }
Eén bromaat-ion levert dus 3 broommoleculen. Het gevormde dibroom reageert vervolgens in de titratiereactie. Het voordeel van bromaat als titrant boven dibroom is:
- als zuivere stof is het niet direct gevaarlijk in tegenstelling tot broom dat door zijn vloeibare vorm en hoge vluchtigheid een groot aantal directe gezondheidsrisico's inhoud.
- als oplossing is de titrant stabiel zolang er geen zuur aanwezig is.
- de stof is, in tegenstelling tot broom, niet vluchtig.

Bromaat wordt onder andere gebruikt om het jood- of broomadditiegetal van plantaardige en dierlijke oliën en vetten te bepalen.

## Reducerende titrant
Een reducerende titrant kan elektronen afstaan. Het aantal bruikbare reductantia voor redoxtitraties is echter beperkt.

### Natriumthiosulfaat
In Natriumthiosulfaat is het thiosulfaat-ion (S2O32−) de actieve component. In het laboratorium wordt in plaats van de volledige naam vaak alleen maar de benaming thio gebruikt om de titrant aan te duiden. Onder vorming van het tetrathionaat-ion wordt per thiosulfaat-ion één elektron afgestaan:
{\displaystyle \mathrm {2\ S_{2}O_{3}^{2-}\ \longrightarrow \ S_{4}O_{6}^{2-}\ +\ 2\ e^{-}} }
De titrant wordt doorgaans in 0,1 mol/L gebruikt omdat er slechts één elektron per thiosulfaat-ion wordt afgestaan. Natriumthiosulfaat wordt gesteld op kaliumdichromaat. De titrant wordt makkelijk door luchtzuurstof geoxideerd, waardoor de titerstelling steeds kort voor gebruik uitgevoerd moet worden. Natriumthiosulfaat wordt veel gebruikt in reacties met jood waarbij zetmeel als indicator gebruikt wordt.

### Andere reductantia
Natriumthiosulfaat wordt als reductans het meest gebruikt, hoewel er ook enkel andere reagentia kunnen gebruikt worden:
- Titanium(III) in zoutzuur
- Arseen(III)
- IJzer(II) in zwavelzuur
- Tin(II)chloride
- Jones-reductor (een kolom van geamalgameerd zink)

## Complexerende titrant

### EDTA
Als complexvormer wordt alleen Ethyleendiaminetetra-azijnzuur (EDTA) gebruikt. Het zuur zelf is matig oplosbaar in water, als titrant wordt het dinatriumzout gebruikt. De gebruikelijke concentratie van 0,1 mol/L zit dicht tegen de oplosbaarheid van de verbinding aan. De titrant wordt gesteld op gedroogd calciumcarbonaat.

## Zilvernitraat
In zilvernitraat is het Ag+-ion de actieve component. Zilvernitraat valt als titrant onder geen van de vorige groepen titrant. Toch wordt het veel als titrant gebruikt, met name in bepalingen van chloride. Ook bromide en jodide laten zich goed met zilvernitraat bepalen. Hoewel zilvernitraat soms op natriumchloride gesteld wordt, is de commerciële kwaliteit voldoende om op basis van de inweeg de concentratie van de titrant te berekenen. Zilvernitraat is wel lichtgevoelig, waardoor oplossingen die niet direct gebruikt zijn wel gesteld moeten worden.